# Androstano
Androstano é o núcleo dos esteroides. Androstano pode existir na forma de dois isômeros, conhecidos como 5α-androstano e 5β-androstano.

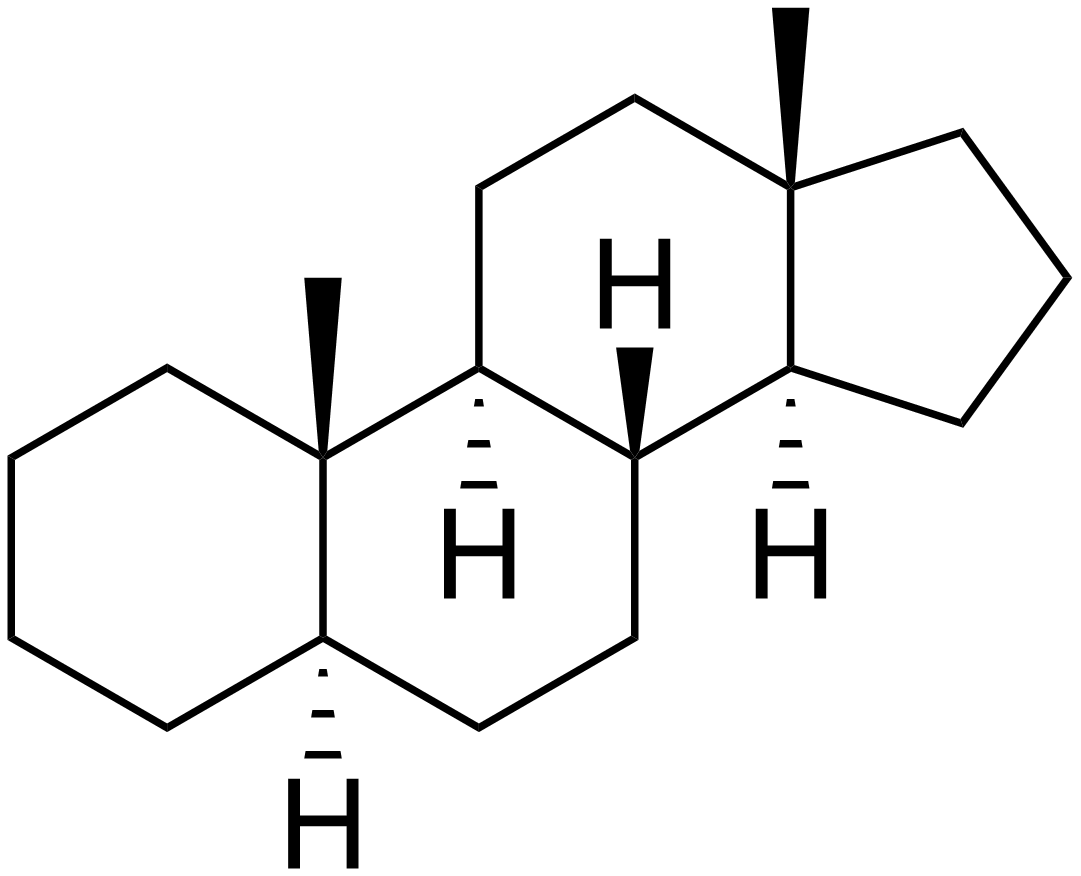
5α-Androstano
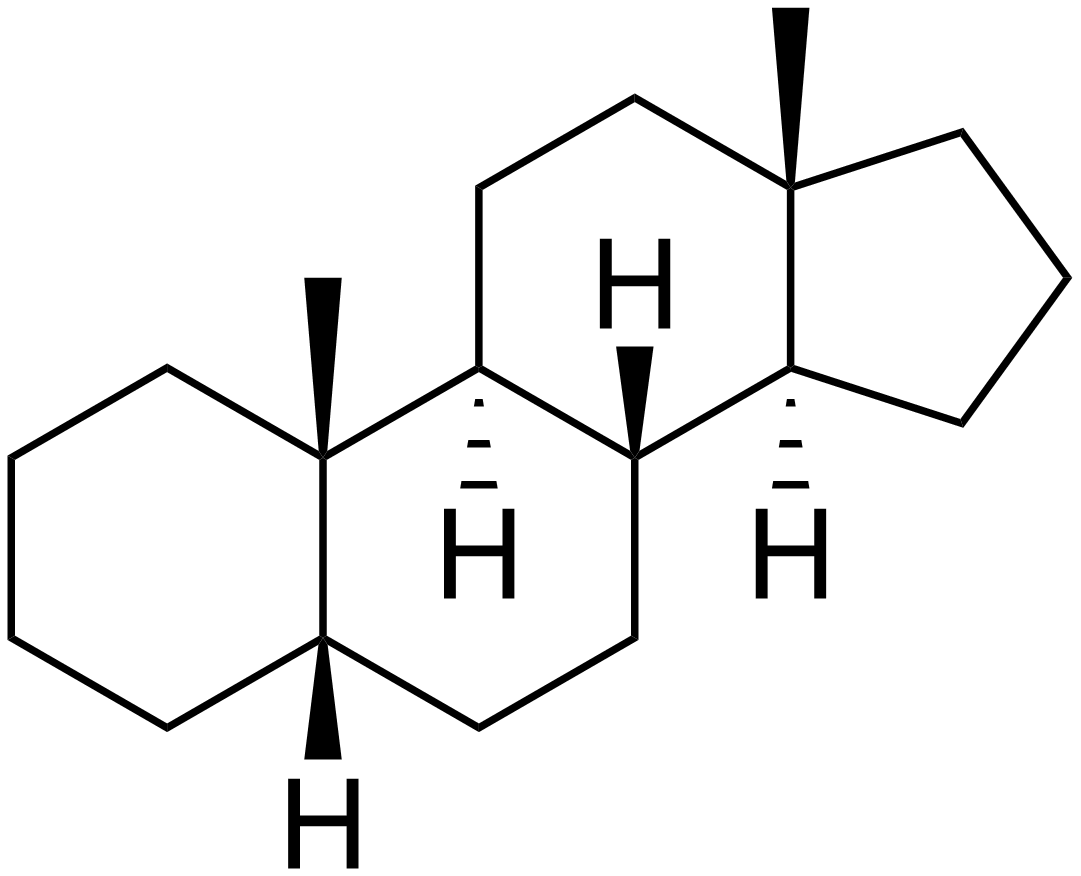
5β-Androstano